# Geheimkommando
Geheimkommando (Originaltitel: Up Periscope) ist ein US-amerikanischer Kriegsfilm von Gordon Douglas aus dem Jahr 1959 mit James Garner und Edmond O’Brien in den Hauptrollen. Garner spielt darin einen Kampftaucher auf einer gefährlichen Mission während des Zweiten Weltkriegs. Warner Brothers produzierten den Film nach dem Roman Up Periscope von Robb White in Technicolor. Alternativtitel ist Geheimkommando im Pazifik.

## Inhalt
Lieutenant Ken Braden hat 1942 gerade seine Kampftaucherausbildung in San Diego abgeschlossen und sich Hals über Kopf in die hübsche Sally Johnson verliebt. Er möchte sie heiraten, doch sie lässt seinen Antrag unbeantwortet. Zu einem weiteren Gespräch kommt es nicht mehr. Braden muss sofort nach Pearl Harbor fliegen.
Dort erfährt er, dass er für eine spezielle Mission ausgewählt wurde. Sally arbeitet für den Marinenachrichtendienst. Sie hatte den Auftrag, ihn auf seine Verschwiegenheit zu überprüfen. Der Stabschef in Pearl Harbor lässt jedoch durchblicken, dass ihre Gefühle für Braden durchaus echt sind. Braden geht sofort an Bord des U-Boots USS Barracuda, das ihn zur Insel Kusaie (heute Kosrae) bringen soll. Dort befindet sich eine japanische Funkstation, wo er unbemerkt die Codebücher der Japaner abfotografieren soll.
Die Stimmung an Bord ist angespannt. Die Mannschaft wirft dem Kommandanten Commander Stephenson vor, für den Tod eines Besatzungsmitglieds verantwortlich zu sein, weil er sich auf der letzten Feindfahrt exakt an seine Befehle gehalten und jedes Risiko für das Boot vermieden hatte. Stephenson stellt Braden gegenüber klar, dass er auch zukünftig genau nach Vorschrift verfahren werde.
Als die Barracuda bei einem Fliegerangriff beschädigt wird, kann Braden sich erstmals mit einer Unterwasserreparatur beweisen. Stephenson weigert sich jedoch, in das Atoll von Kusaie einzufahren. Er befürchtet, das U-Boot könne im flachen Wasser von feindlichen Flugzeugen entdeckt werden. Braden müsste so zwei Meilen weit unter Wasser schwimmen. Erst im letzten Moment ändert Stephenson seine Meinung.
Braden kann unbemerkt zum japanischen Stützpunkt vordringen, muss jedoch auf die nächste Nacht warten. Er steckt ein Treibstofflager in Brand und nutzt den Tumult, um seinen Auftrag auszuführen. Allerdings kann er den Zeitplan nicht einhalten. Stephenson hat jedoch anders als angekündigt auf ihn gewartet und ihm mit Klopfzeichen den Weg weisen lassen.
Mit minimalem Sauerstoffgehalt in der Atemluft verlässt die Barracuda die Lagune und macht sich auf den Heimweg. Stephenson diktiert einen Funkspruch ans Oberkommando, um sein Fehlverhalten und die damit verbundene Gefährdung des Bootes zu melden. Die Besatzung unterschlägt die Meldung jedoch und lässt sich beim Einlaufen in Pearl Harbor für eine erfolgreiche Mission feiern. Auch Sally ist nach Hawaii gereist, um Braden zu begrüßen.

## Musik
Ray Heindorf stellte als Musikalischer Leiter (musical supervisor) die Musik für den Film aus schon vorhandenen Stücken zusammen. Dabei griff er neben eigener Musik auf Kompositionen von Erich Wolfgang Korngold, Adolph Deutsch, Franz Waxman und anderen zurück. So wird das Einlaufen der Barracuda mit Max Steiners Marsch aus Die Caine war ihr Schicksal unterlegt.

## Rezeption
Während Garner von einem „weiteren Stück Scheiße“ sprach, in das Warner Brothers ihn gesteckt habe, als er dort unter Vertrag stand, wertet die Zeitschrift Cinema neutraler. Die Geschichte sei zäh und biete nichts Neues: „Das hat man schon besser gesehen, geht aber so.“ Das Lexikon des internationalen Films sieht hingegen einen „perfekt gefilmten Kriegsfilm“, der allerdings nicht mehr als Unterhaltungsbedürfnisse befriedigen wolle.

## Veröffentlichung
Nachdem der Film am 4. März 1959 in die US-amerikanischen Kinos gekommen war, wurde er am 2. Oktober 1959 erstmals in deutschen Lichtspielhäusern unter dem ursprünglichen Titel Geheimkommando gezeigt. Seit mindestens 2016 gibt es von Polar Film im Rahmen der Edition Historische Kriegsfilme eine DVD-Ausgabe mit dem erweiterten Titel Geheimkommando im Pazifik. Hierfür wurde eine Neusynchronisation von 1992 verwendet. So kamen u. a. Daniela Hoffmann für Andra Martin, Helmut Krauss für Edmond O’Brien und Hans-Werner Bussinger für Alan Hale zum Einsatz.